# Катастрофа L-1049 под Шанноном
Катастрофа L-1049 под Шанноном — авиационная катастрофа, произошедшая в четверг 14 августа 1958 года в Атлантическом океане с участием Lockheed L-1049H-01-06-162 Super Constellation авиакомпании KLM, который разбился в 110 милях северней побережья Ирландии, при этом погибли 99 человек.

## Самолёт
Lockheed L-1049H-01-06-162 Super Constellation с заводским номером 4841 был выпущен в том же 1958 году и 22 апреля зарегистрирован в компании KLM под регистрационным номером PH-LKM и серийным 612, а также получил имя Hugo de Groot. Его четыре силовые установки состояли из турбокомпаундных двигателей Wright Cyclone 988-18-EA-6 оснащённых трёхлопастными винтами 43H60. Самолёт мог перевозить 100 пассажиров или 17 тонн груза при взлётной массе 63 503 килограмм и дальности полета 6700 километров. Ко дню катастрофы авиалайнер имел 886 часов налёта.

## Экипаж

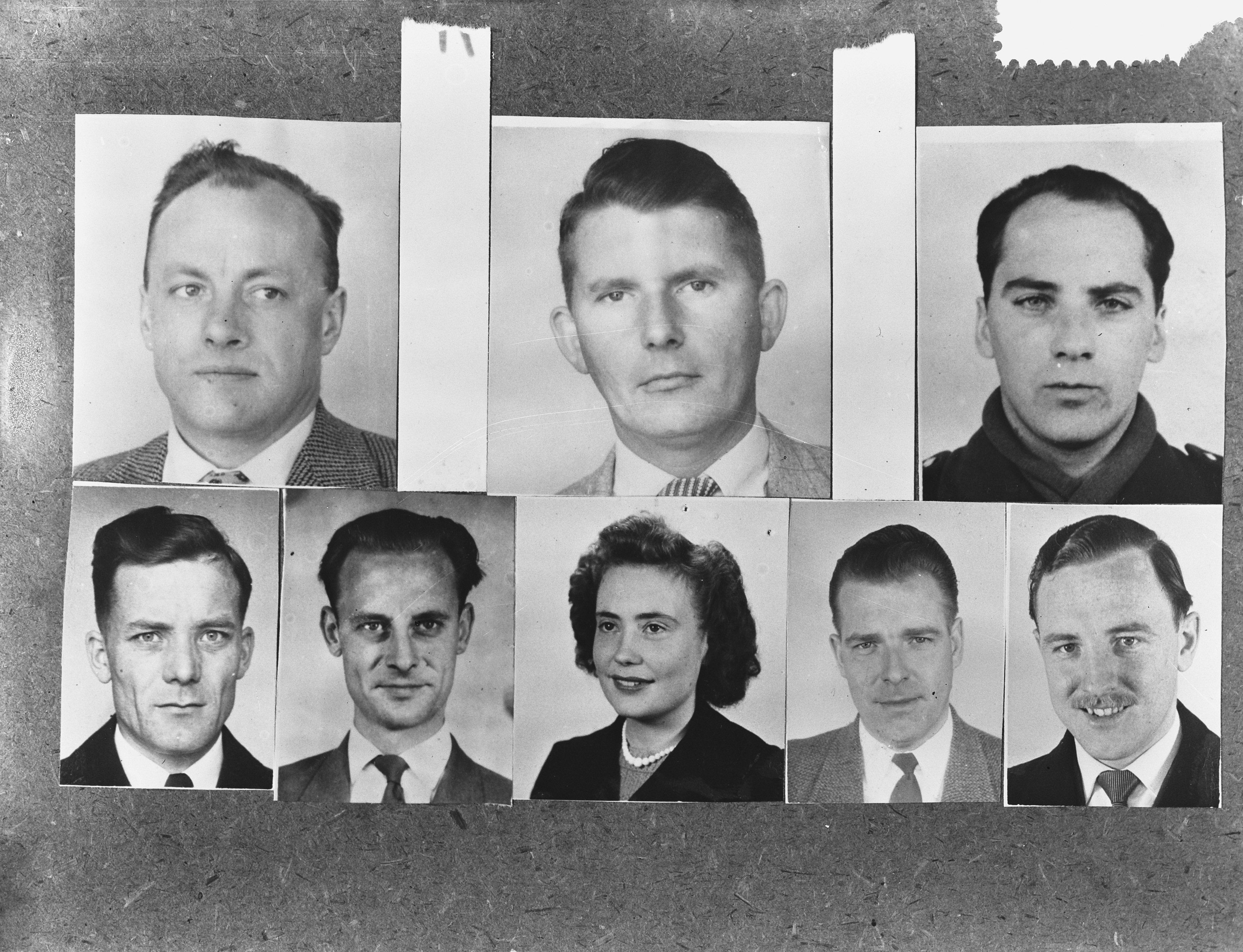
Экипаж разбившегося самолёта

- Командир Фекко Ант Элтью Рулофс (нидерл. Fekko Ant Eltjo Roelofs) — родился 30 января 1922 года, в KLM с августа 1946 года, пилот 1 класса, в 1948 году временно базировался в Кюрасао, женат, двое детей[1].
- Второй пилот Тёмме Дейкстра (нидерл. Tjomme Dijkstra) — родился 18 августа 1922 года, в KLM с 1 октября 1950 года сперва как пилот 4 класса, впоследствии 2 класса, с 1950 по 1954 год базировался в Джакарте, с 1954 по 1955 год — в Биаке, женат, есть маленький ребёнок[1].
- Третий пилот Дирк Мария Йорна (нидерл. Dirk Maria Jorna) — родился 14 мая 1931 года, в KLM с 1 февраля 1957 года, пилот 4 класса, женат, есть ребёнок[1].
- Бортинженер Питер Корнелис Деккер (нидерл. Pieter Cornelis Dekker) — родился 7 апреля 1922 года, в KLM с 1 октября 1947 года сперва в качестве бортинженера-стажёра, впоследствии стал бортинженером 2 класса, женат, 5 детей[1].
- Бортинженер Симен ван Дейк (нидерл. Simen van Dijk) — родился 19 июня 1929 года, в KLM с 1 июня 1952 года сперва в качестве бортинженера-стажёра, впоследствии стал бортинженером 3 класса, женат, есть ребёнок[1].
- Флайт-менеджер Ари Схилперурт (нидерл. Ary Schilperoort) — родился 13 июня 1924 года, в KLM с 1 июля 1947 года, флайт-менеджер 1 класса, женат, есть ребёнок[1].
- Стюард Теодор де Раэй (нидерл. Theodorus de Raay) — родился 20 октября 1929 года, в KLM с 1 июня 1954 года, в должности стюарда с 1958 года, неженат[1].
- Стюардесса Вильгельмина Эндрика «Рика» Амель (нидерл. Hendrika Wilhelmina «Rika» Hamel) — родилась 23 мая 1926 года, в KLM с 3 января 1949 года сперва как наземный обслуживающий персонал, в должности стюардессы с 1949 года, не замужем[1].

## Катастрофа
Авиалайнер выполнял трансатлантический рейс KL 607E (Extra, то есть дополнительный) из Амстердама (Нидерланды) в Нью-Йорк (США) с промежуточными посадками для дозаправки в Шанноне (Ирландия) и Гандере (Канада). 13 августа в 23:55 авиалайнер вылетел из амстердамского аэропорта Схипхол и выполнив первую часть маршрута без отклонений, вскоре приземлился в аэропорту Шаннон. Всего на борту находились 8 членов экипажа и 91 пассажир, включая сборную Египта по фехтованию, направлявшуюся в Нью-Йорк на чемпионат мира. После дозаправки, в 03:05 самолёт взлетел с ВПП 23 и после набора высоты занял эшелон 12 тысяч футов (3660 метров). В 03:39 командир Рулофс получил от диспетчера разрешение подниматься до высоты 16 тысяч футов (4880 метров) и сохранять курс 278°. Через минуту в 03:40 диспетчер запросил у них, наблюдают ли они другой самолёт (TWA 6951), на что в 03:40:48 был дан утвердительный ответ. Это была последняя радиопередача с голландского самолёта.
Когда в 04:40 рейс 607E не вышел на связь, диспетчеры объявили Ситуацию неопределённости. Ещё через полчаса была объявлена Чрезвычайная ситуация и начались поиски авиалайнера. Затем в 06:40 из Гандера пришло сообщение, что установлена связь с рейсом 607E, поэтому поиски были прекращены. Но через два часа в 08:47 диспетчеры в Гандере признали свою ошибку, когда решили, что связь с голландским самолётом была установлена. Массовые поиски были возобновлены и в 13:45 экипаж бомбардировщика Shackleton Королевских ВВС обнаружил в 120 милях к северу от побережья Ирландии плавающие на воде обломки и наполовину надутую спасательную шлюпку (лопнула при ударе о воду). Первыми к месту падения прибыли французское рыболовецкое судно «Jules Verne» и испанский траулер «Bisson». Они достали из воды несколько тел и доставили их в Голуэй. Также вскоре к месту падения прибыли и остальные суда, которые подобрали из воды различный мусор, включая элементы носового шасси, сидения, панели отделки салона. Всего из воды было извлечено 34 тела (8 мужчин, 25 женщин и 1 ребёнок), из которых были опознаны только 12. По остановившимся часам трёх человек было определено, что катастрофа произошла между 03:45 и 03:55 (впоследствии интервал был определён как между 03:45 и 03:50). Не было найдено ни одного выжившего, все 99 человек на борту погибли. На момент событий это была крупнейшая авиационная катастрофа в нейтральных водах Атлантики (в настоящее время — пятая) и с участием Lockheed L-1049 Super Constellation (на настоящее время — вторая).

## Расследование
Как показала экспертиза обнаруженных тел, они не были пристёгнуты, что свидетельствовало о скоротечности события, причём экипаж даже не успел передать сигнал бедствия. Также выяснилось, что жертвы к моменту падения в воду уже были мертвы. В связи с этим, в СМИ достаточно быстро набрала популярность версия о взрыве бомбы на борту, при этом усматривалась связь с произошедшим 14 июля 1958 года военным переворотом в Ираке. Однако следователи не нашли никаких убедительных фактов в пользу этой теории. Не было найдено никаких следов взрыва или пожара. Куда более вероятной выглядит версия, что произошёл сбой в работе одного из крайних двигателей, когда из-за загрязнения металлическими частицами масла в контуре, регулятор оборотов винта данного двигателя изменил шаг лопастей, в результате чего винт вышел на режим завышенной силы тяги, что привело к потере управления. К тому же, такое уже не раз наблюдалось на данных самолётах, в том числе и в самой KLM.
9 июня 1961 года голландский Совет по аэронавтике закончил расследование, по результатам которого заявил, что не может назвать точную причину катастрофы. Наиболее вероятно, что произошёл сбой в работе регулятора оборотов одного из крайних винтов, что вскоре привело к потере управления, а экипаж не успел вмешаться и предотвратить это отклонением элеронов и руля направления из-за скоротечности ситуации. По мнению Совета, нет никаких оснований считать, что возникшая предполагаемая неисправность была вызвана халатным отношением обслуживающего персонала, либо неправильными мерами, принятыми экипажем, либо ошибками в пилотировании после появления неисправности.
После катастрофы двигатели самолётов Super Constellation были доработаны.

## Похороны погибших
12 опознанных тел были переданы родственникам погибших. Остальные 24 тела похоронили на кладбище Святой Марии в городе Голуэй (Ирландия). Впоследствии памяти жертв рейса 607E на кладбище был создан мемориал.